# Обективно право
Обективното право е категория на философията на правото, като е плод на извечното философско деление на явленията на "обект и субект", откъдето е пренесено в сферата на правопознанието по отношение на самото право.
Обективното право е неотделимо, немислимо и корелативно на субективното право, които правни термини са синоними в съотношение:
- абстрактно – конкретно;
- възможно – действително;
- общо – единично.

Най-общо казано обективното право е обективиране на субективното право и го следва. В по-голямата си част обективното право се припокрива от позитивното право.
Системата на правото се структурира на
1. естествено и
2. позитивно,

както и на
1. обективно и
2. субективно.